# Fontenelle (Aisne)
Fontenelle é uma comuna francesa na região administrativa de Altos da França, no departamento de Aisne. Estende-se por uma área de 10,47 km². Em 2010 a comuna tinha 283 habitantes (densidade: 27 hab./km²).